# Brit Shalom
Il Brit Shalom (in ebraico: ברית שלום, in arabo:تحالف السلام, Tahalof Essalam, tradotto letteralmente come "accordo per la pace") è stato un gruppo di intellettuali sionisti presente nella Palestina mandataria fondato nel 1925.

## Storia
Il gruppo fu fondato nel 1925, poco dopo il 14º congresso sionista, a casa di Artur Ruppin a Gerusalemme. Fondarono un periodico, Sheifoteinu (Le nostre ambizioni) e organizzarono corsi di arabo per gli ebrei residenti nella Palestina mandataria. Dopo i moti del 1929, la posizione del Brit Shalom si fece sempre più impopolare, poiché credevano che ci fosse una corresponsabilità del sionismo, specie del sionismo revisionista, nello scoppio delle rivolte. 
Il Brit Shalom cessò di esistere nei primi anni '30, specialmente dopo l'ascesa di Hitler, poiché, come scrisse Scholem, uno degli intellettuali più preminenti del gruppo, "dopo Hitler non si poteva far altro che salvare quanti più ebrei era possibile".
Dopo la sua dissoluzione, alcuni membri aderirono all'Ihud e altri alla Lega per il riavvicinamento ebraico-arabo, che presero i connotati di veri e propri partiti politici. Membri illustri furono, oltre a Ruppin, Martin Buber, Hugo Bergmann, Hans Kohn, Gershom Scholem, Henrietta Szold, Israel Jacob Kliger. Ottennero poi supporto esterno da Albert Einstein e Judah Leon Magnes. 
Di questo movimento scrive anche Anna Foa, in "Il suicidio di Israele", Laterza, 2024, pp. 22 e 23.

## Ideologia
I membri del Brit Shalom, preoccupati dall'ascesa di una corrente sciovinista e nazionalista in seno al Movimento Sionista, si spesero per la creazione di uno stato bi-nazionale in cui arabi ed ebrei potessero convivere pacificamente. Per loro, era più importante assicurarsi il supporto della popolazione palestinese attraverso una collaborazione con la Yishuv piuttosto che ottenere l'approvazione dei britannici. Questo doveva avvenire anche a costo di rallentare i ritmi di immigrazione ebraica. Come scrivono nel loro manifesto, infatti, i Brit Shalom ritengono che "la presenza di una maggioranza ebraica non è essenziale per la nascita dello Stato di Israele". Per quanto le organizzazioni culturali e religiose avrebbero continuato ad essere separate, nel futuro stato bi-nazionale l'amministrazione economica e sociale doveva essere unica per gli ebrei e per gli arabi. 
Il Brit Shalom fu ovviamente osteggiato dal sionismo revisionista ed etichettato come "traditore", ma trovò ostilità anche da parte di Ben Gurion e Weizmann. Secondo questi ultimi, infatti, il proposito della convivenza pacifica era nobile ma irrealizzabile e l'urgenza del momento non era quella di trovare un accordo con le comunità arabe bensì quella di alimentare l'arrivo di ebrei per poter fare pressione sulle autorità britanniche.